# Tu última canción
Tu última canción es el décimo álbum de estudio lanzado por el conjunto mexicano grupero Los Temerarios. 

## Lista de canciones
Todas las canciones escritas y compuestas por Adolfo Ángel Alba, excepto donde se indiquen. 
| Tu última canción |                                         |          |  |
| N.º               | Título                                  | Duración |  |
| 1.                | «Tu última canción»                     | 4:20     |  |
| 2.                | «Corazón de otro» (Gustavo Ángel Alba)  | 3:36     |  |
| 3.                | «La mujer que soñé»                     | 3:03     |  |
| 4.                | «Ahora pienso más en ti»                | 4:19     |  |
| 5.                | «Eres un sueño»                         | 4:00     |  |
| 6.                | «Una tarde fue»                         | 3:54     |  |
| 7.                | «Enamorado de ti»                       | 4:07     |  |
| 8.                | «Mi secreto»                            | 4:42     |  |
| 9.                | «Voy a quererte más» (Gustavo Ángel)    | 3:34     |  |
| 10.               | «Me empiezo a enamorar» (Gustavo Ángel) | 2:50     |  |

## Personal

### Los Temerarios
- Adolfo Ángel Alba: Teclados, coros y dirección musical
- Gustavo Ángel Alba: Voz líder y guitarra
- Fernando Ángel González: Bajo
- Mario Alberto Ortiz: Batería
- Carlos Abergo: Percusiones